# Strongylopus wageri
Strongylopus wageri är en groddjursart som först beskrevs av Wager 1961.  Strongylopus wageri ingår i släktet Strongylopus och familjen Pyxicephalidae. IUCN kategoriserar arten globalt som livskraftig. Inga underarter finns listade i Catalogue of Life.